# Бактериальные удобрения
Бактериальные удобрения — тип удобрительных препаратов, в которых содержатся полезные для сельскохозяйственных растений почвенные микроорганизмы. При внесении этих удобрений в почве усиливаются биохимические процессы и улучшается корневое питание растений.

## Виды бактериальных удобрений
В СССР из бактериальных удобрений нашли применение Ризоторфин, нитрагин, азотобактерин и фосфоробактерин.
Ризоторфин — инокулянт для предпосевной обработки семян бобовых: нута, сои, гороха, козлятника, клевера, люпина, донника, вики, люцерны, фасоли и др. Первый биопрепарат в России на основе стерильного торфа, благодаря чему клубеньковые бактерии в нём могли сохраняться длительное время. В настоящее время инокулянт производится как на основе стерильного торфа, так и в жидком виде. Основу Ризоторфина составляют клубеньковые бактерии, которые способны вступать в симбиоз с бобовым растением. В результате на корнях образуются клубеньки, обладающие способностью к фиксации молекулярного азота из воздуха и перевод его в доступную для растений форму. Благодаря этому уникальному процессу растение получает из воздуха необходимое количество азота для своего роста и развития «пролонгировано» на протяжении всего периода вегетации. 
Нитрагин — удобрение для бобовых растений. Готовят из активной специфической для каждого вида растений этого семейства расы клубеньковых бактерий, размножаемых на стерилизованном и богатом органическим веществом субстрате. Впервые препарат получен в 1896 в Германии. По действующему в СССР стандарту в 1 г нитрагина должно содержаться не менее 70 млн клеток клубеньковых бактерий для люпина, сои, сераделлы, арахиса и 300 млн для остальных бобовых растений. Бактерии, проникая в корневые волоски, образуют на корнях бобовых культур клубеньки. Усиленно размножаясь в ткани клубенька, они связывают атмосферный азот, значительная часть которого усваивается растением. Нитрагин наиболее эффективен при сочетании препарата с органическими и минеральными удобрениями.
Азотобактерин (азотоген) готовят из активных культур микроорганизма — азотобактера. Различают азотобактерин почвенный (или торфяной) и агаровый. По действующему в СССР стандарту в 1 г почвенного азотобактерина должно быть не менее 50 млн клеток азотобактера. Азотобактер активно развивается лишь в плодородных, содержащих много органических веществ почвах; улучшает азотное питание и рост растений.
Фосфоробактерин — порошок белого, светло-серого или желтоватого цвета, в котором содержатся в большом количестве (8,5—16 млрд в 1 г) споры микроорганизмов, обладающих повышенной способностью переводить фосфорорганические соединения в удобоусвояемую для растений форму. Наиболее эффективен на фоне органических и минеральных удобрений.

## Применение/хранение
Обычно бактериальные удобрения вносят в почву вместе с семенами или посадочным материалом, руководствуясь при этом специальной инструкцией. Данный вид удобрений не выдерживают длительного хранения, поэтому готовят их в количестве, необходимом лишь для одного сезона. Хранят в заводской таре в сухом помещении при температуре от 0 до 10 °C; нельзя хранить на складе, где находятся летучие ядохимикаты.